# Walter Haller
Walter Haller – niemiecki bobsleista, złoty medalista mistrzostw świata.

## Kariera
Największy sukces w karierze Haller osiągnął w 1958 roku, kiedy wspólnie z Hansem Röschem, Alfredem Hammerem i Theodorem Bauerem zwyciężył w czwórkach podczas mistrzostw świata w Garmisch-Partenkirchen. Był to jego jedyny medal wywalczony na międzynarodowej imprezie tej rangi. Nigdy nie wystąpił na igrzyskach olimpijskich.